# روابط ایران و ایالات متحده در دوره دوم ریاست جمهوری ترامپ
این مقاله روابط بین ایران و ایالات متحده را در طول دومین دوره ریاست‌جمهوری دونالد ترامپ پوشش می‌دهد.

## ایران و گروه‌های تحت حمایت ایران
تا اوایل سال ۲۰۲۵، نفوذ منطقه‌ای ایران پس از شکست‌هایی در میان نیروهای نیابتی و متحدان به‌طور قابل توجهی کاهش یافت. نیروهای نیابتی آن - حماس، حزب‌الله و حوثی‌ها - پس از حمله ۷ اکتبر به رهبری حماس به اسرائیل و درگیری‌های بعدی متحمل شکست‌های بزرگی شدند. فروپاشی رژیم بشار اسد در سوریه مسیرهای تدارکاتی ایران را به شدت مختل کرد و به شدت بر حماس و حزب‌الله تأثیر گذاشت. روسیه، متحد کلیدی ایران، در تلاش برای ارائه پشتیبانی بود زیرا جنگ طولانی در اوکراین منابع آن را تحلیل برد و نفوذ منطقه‌ای محور به رهبری ایران را بیش از پیش تضعیف کرد.
در طول دوره اول ترامپ (۲۰۱۷–۲۰۲۱)، ایالات متحده از ۲۰۱۵ برنامه جامع اقدام مشترک خارج شد و تحریم‌های فشار حداکثری را اعمال کرد و صادرات نفت و دسترسی مالی ایران را به شدت محدود کرد. دولت او به دنبال مذاکره مجدد این توافق برای اعمال محدودیت‌های سختگیرانه‌تر بر برنامه هسته‌ای ایران و محدود کردن تأمین مالی گروه‌های نیابتی منطقه‌ای بود، اما نتوانست به توافق جدیدی دست یابد. در رئیس‌جمهوری بایدن (۲۰۲۱–۲۰۲۵)، اقتصاد ایران همچنان تحت فشار بود، اگرچه اجرای تحریم‌ها نوسان داشت. تا اوایل سال ۲۰۲۵، تورم افزایش یافت، ارزش پول ملی سقوط کرد و ناآرامی‌های داخلی تشدید شد، زیرا ایران در حالی که برنامه هسته‌ای خود را پیش می‌برد، با انزوای اقتصادی روبرو شد.
موقعیت منحصر به فرد تضعیف شده ایران اکنون فرصتی نادر برای ایالات متحده برای تغییر شکل منطقه است. ترامپ در طول دوره اول ریاست جمهوری خود، برجام را به امید ایجاد توافقی سختگیرانه‌تر که محدودیت‌های سختگیرانه‌تری را بر برنامه هسته‌ای ایران و تأمین مالی گروه‌های نیابتی آن اعمال کند، کنار گذاشت - اقدامی که در نهایت شکست خورد. بسیاری از تحلیلگران معتقدند که اگر توافق اولیه دست نخورده باقی می‌ماند، می‌توانست راه را برای ثبات منطقه‌ای و خروج ساختارمند ایالات متحده هموار کند و حضور نظامی بلندمدت آمریکا را کاهش دهد. اکنون، با آغاز دوره دوم ریاست جمهوری او، خطرات زیادی وجود دارد. اگر گام‌های قاطعی برای تضمین یک توافق جامع جدید برداشته شود، می‌توان جاه‌طلبی‌های ایران را مهار کرد، ثبات را تقویت کرد و راه را برای خروج منظم نیروهای آمریکایی هموار کرد. برعکس، بدون چنین اقدام جسورانه‌ای، خطر قابل توجهی وجود دارد که نیروهای آمریکایی برای دهه‌های آینده در خاورمیانه مستقر بمانند.
ایلان ماسک در ۱۱ نوامبر ۲۰۲۴ با سعید ایروانی، نماینده دائم ایران در سازمان ملل متحد، دیدار کرد. و طبق گزارش‌ها، در ژانویه ۲۰۲۵، ایلان ماسک به نخست‌وزیر ایتالیا، جورجا ملونی، کمک کرد تا چچیلیا سالا، شهروند ایتالیایی، را از زندان ایران آزاد کند.

### کارزار فشار حداکثری
در فوریه ۲۰۲۵، رئیس‌جمهور دونالد ترامپ یک یادداشت امنیت ملی ریاست جمهوری امضا کرد که "کارزار فشار حداکثری" علیه ایران را مجدداً برقرار می‌کرد، با هدف وادار کردن تهران به مذاکره برای یک توافق هسته‌ای جدید، ضمن جلوگیری از توسعه سلاح‌های هسته‌ای و مقابله با نفوذ منطقه‌ای آن. این یادداشت، تشدید تحریم‌های اقتصادی را با هدف کاهش صادرات نفت ایران به صفر، الزامی می‌کند و لغو معافیت‌های تحریمی موجود را هدایت می‌کند. ترامپ اظهار داشت که ترجیح می‌دهد به جای اقدام نظامی علیه ایران، به توافق برسد و کمپین فشار را به عنوان وسیله‌ای برای تحمیل دیپلماسی مطرح کرد. این سیاست منجر به چالش‌های اقتصادی قابل توجهی در ایران، از جمله کاهش شدید ارزش پول ملی و بی‌ثباتی سیاسی شده است، همان‌طور که در استعفای مقامات کلیدی مانند محمد جواد ظریف معاون رئیس‌جمهور و استیضاح وزیر اقتصاد عبدالناصر همتی مشهود است. در حالی که طرفداران استدلال می‌کنند که این اقدامات برای مهار جاه‌طلبی‌های هسته‌ای ایران و حمایت از گروه‌های شبه‌نظامی ضروری است، منتقدان ادعا می‌کنند که این کمپین مسائل بشردوستانه و تنش‌های منطقه‌ای را بدون تغییر مؤثر رفتار استراتژیک ایران تشدید می‌کند.

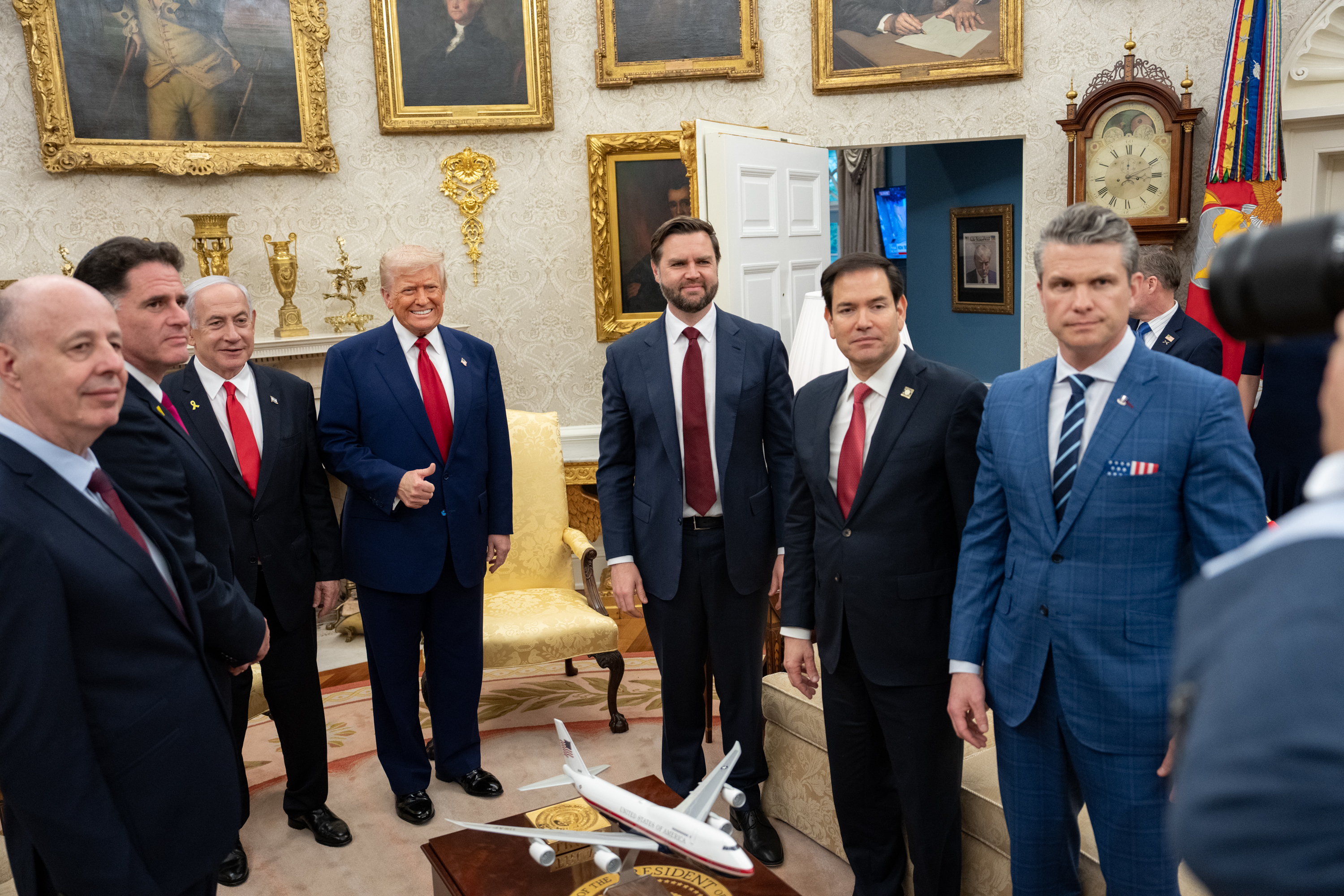
نتانیاهو و ترامپ در ۷ آوریل ۲۰۲۵ در کاخ سفید در مورد تهدید ایران بحث کردند

در مارس ۲۰۲۵، دونالد ترامپ، رئیس‌جمهور ایالات متحده، تأیید کرد که نامه‌ای را برای رهبر ایران آیت‌الله علی خامنه‌ای ارسال کرده و خواستار مذاکرات برای یک توافق هسته‌ای جدید برای جایگزینی معامله ۲۰۱۵ شده است که در سال ۲۰۱۸ از آن خارج شد. ترامپ با تأکید بر ترجیح دیپلماسی، در صورت شکست مذاکرات، نسبت به اقدام نظامی احتمالی هشدار داد. ایران رسماً در تاریخ ۲۶ مارس از طریق عمان به نامه دونالد ترامپ به علی خامنه‌ای پاسخ داد و مذاکرات مستقیم را تحت فشار رد کرد، اما در را برای مذاکرات غیرمستقیم باز گذاشت. چند روز بعد، ایالات متحده چهار بی-۲ اسپیریت را به دیگو گارسیا - بیش از ۲۰٪ از کل ناوگان بی۲ - اعزام کرد. اگرچه رسماً هدف از این اقدام، جلوگیری از شورشیان حوثی‌ها تحت حمایت ایران در یمن بود، برخی از تحلیلگران معتقدند که مقیاس و قابلیت‌های این استقرار، به آماده‌سازی برای حمله احتمالی به اهداف هسته‌ای مستحکم ایران مانند فردو یا نطنز، احتمالاً با هماهنگی اسرائیل، اشاره دارد. در تاریخ ۳۰ مارس، رئیس‌جمهور ترامپ با تهدید به بمبارانی که «مانند آن [ایران] هرگز ندیده است» و هشدار در مورد تعرفه‌های ثانویه، فشارها را افزایش داد. این استقرار و لفاظی‌ها به‌طور گسترده به عنوان بخشی از یک کمپین فشار حساب‌شده برای مجبور کردن تهران به بازگشت به میز مذاکره تلقی می‌شود، زیرا سطح غنی‌سازی اورانیوم ایران همچنان از محدودیت‌های تعیین‌شده در توافق اولیه ۲۰۱۵ فراتر می‌رود.
در ۲۵ آوریل ۲۰۲۵، ترامپ گفت که اجازه نخواهد داد نتانیاهو او را به جنگ با ایران بکشاند و علاقه‌مند به ملاقات با آیت‌الله علی خامنه‌ای، رهبر ایران است، اما تهدید کرد که در صورت شکست دیپلماسی، عملیات نظامی مشترک اسرائیل و آمریکا برای خنثی کردن برنامه هسته‌ای ایران انجام خواهد شد.

### حوثی‌های تحت حمایت ایران در یمن
در ۱۵ مارس ۲۰۲۵، ایالات متحده حملات هوایی را به اهداف حوثی‌ها در یمن برای مقابله با حملات به کشتیرانی دریای سرخ انجام داد. رئیس‌جمهور ترامپ اعلام کرد که این حملات با هدف بازگرداندن آزادی ناوبری و جلوگیری از تجاوز بیشتر انجام شده است. وزارت بهداشت تحت کنترل حوثی‌ها ۳۱ کشته و بیش از ۱۰۰ زخمی گزارش داد. این گروه تحت حمایت ایران متعهد شد که تا زمان لغو محاصره غزه توسط اسرائیل، به هدف قرار دادن کشتی‌ها ادامه دهد. ترامپ نسبت به اقدامات بیشتر هشدار داد و از ایران خواست که حمایت خود را قطع کند.
در مارس ۲۰۲۵، دولت ترامپ به‌طور تصادفی سردبیر «آتلانتیک» جفری گلدبرگ را در یک گفتگوی گروهی سیگنال که در مورد برنامه‌های نظامی طبقه‌بندی شده برای حمله به اهداف حوثی‌ها در یمن بحث می‌کرد، وارد کرد. در این چت، مقامات ارشد از جمله معاون رئیس‌جمهور جی دی ونس و وزیر دفاع پیت هگست حضور داشتند. این افشاگری که «سیگنال‌گیت» لقب گرفت، خشم دو حزب و نگرانی‌های جدی در مورد امنیت ملی و نظم عملیاتی را برانگیخت. رئیس‌جمهور ترامپ این حادثه را به عنوان یک خطای جزئی رد کرد، اما منتقدان آن را یک شکست اطلاعاتی بزرگ خواندند.

### جنگ ایران و اسرائیل
در مارس ۲۰۲۵، مدیر اطلاعات ملی ایالات متحده، تولسی گابارد، شهادت داد که جامعه اطلاعاتی ایالات متحده، «همچنان به ارزیابی خود مبنی بر اینکه ایران در حال ساخت سلاح هسته‌ای نیست و رهبر معظم انقلاب، خامنه‌ای، مجوز برنامه سلاح هسته‌ای را صادر نکرده است» ادامه می‌دهد. در آوریل ۲۰۲۵، ترامپ مذاکرات بین ایالات متحده و ایران در مورد برنامه هسته‌ای ایران را اعلام کرد. کاخ سفید اعلام کرد که ایران دو ماه فرصت دارد تا به توافقی دست یابد که یک روز قبل از حملات اسرائیل منقضی شد.
در ۱۳ ژوئن ۲۰۲۵، رئیس‌جمهور ترامپ حملات اسرائیل به ایران را «عالی» و «بسیار موفق» توصیف کرد و هشدار داد که ایران باید «همین حالا بر سر برنامه هسته‌ای خود توافق کند» یا با «اقدام نظامی حتی مخرب‌تر و مرگبارتر» روبرو شود. ترامپ به نیروهای آمریکایی اجازه داد تا در رهگیری اولین حملات موشکی ایران کمک کنند. ایالات متحده به ایران در مورد حمله به منافع یا پرسنل آمریکایی هشدار داد و تأکید کرد که در صورت وقوع چنین حملاتی، به صورت نظامی پاسخ خواهد داد. در ۱۷ ژوئن، ترامپ اظهار داشت که «پایان واقعی» بهتر از آتش‌بس است. سپس خواستار تسلیم بی‌قید و شرط ایران شد. ترامپ همچنین علی خامنه‌ای، رهبر ایران، را تهدید کرد و گفت که او «هدف آسانی» است و می‌تواند هر لحظه او را ترور کند. این تهدید دو روز پس از گزارش وتوی ترامپ از طرح اسرائیل برای ترور آیت‌الله مطرح شد. برخی از حامیان ترامپ در ایالات متحده از حمایت ترامپ از حملات اسرائیل علیه ایران و احتمال دخالت ایالات متحده در جنگ انتقاد کرده‌اند. در یک نظرسنجی از رأی‌دهندگان به ترامپ، ۵۳ درصد گفتند که ایالات متحده نباید در درگیری ایران و اسرائیل دخالت کند.
در ۱۹ ژوئن ۲۰۲۵، کاخ سفید اعلام کرد که ترامپ «ظرف دو هفته» تصمیم خواهد گرفت که آیا به جنگ اسرائیل علیه ایران بپیوندد یا خیر. فرستاده ویژه ترامپ استیو ویتکاف و وزیر امور خارجه ایران عباس عراقچی از زمان شروع حملات اسرائیل به ایران چندین بار تلفنی صحبت کرده‌اند.

### حملات ایالات متحده به سایت‌های هسته‌ای ایران
در ۲۲ ژوئن ۲۰۲۵، ایالات متحده حملات مستقیم به سایت‌های هسته‌ای ایران را آغاز کرد. پس از عملیات حملات هوایی اسرائیل در ژوئن ۲۰۲۵ علیه رژیم ایران، ترامپ حمایت قوی خود را از اقدامات نظامی اسرائیل علیه ایران اعلام کرد و آن‌ها را «عالی» و «بسیار موفق» توصیف کرد. او هشدار داد که ایران باید «اکنون» بر سر برنامه هسته‌ای خود توافق کند وگرنه با «اقدامات نظامی ویرانگرتر و مرگبارتر» روبرو خواهد شد.
در تشدید قابل توجه، ترامپ اعلام کرد که او به دنبال «تسلیم بی‌قید و شرط» جمهوری اسلامی ایران است و تأکید کرد که ایالات متحده تنها فعلاً از ترور رهبر ایران، علی خامنه‌ای، خودداری کرده است. ترامپ به جمهوری اسلامی ایران هشدار داده است که از حمله به پرسنل یا زیرساخت‌های آمریکایی خودداری کند و اعلام کرده که هرگونه اقدام از این دست، با پاسخی از طرف ارتش ایالات متحده «در سطوحی که قبلاً دیده نشده است» روبرو خواهد شد. در تاریخ ۲۲ ژوئن، ترامپ پیشنهاد تغییر رژیم در ایران را داد و اظهار داشت: "اگر رژیم فعلی ایران نتواند کشور را دوباره بزرگ کند، چرا نباید تغییر رژیم صورت گیرد؟! MIGA!!!"